# Ligne 4 du métro de Francfort
Pour les articles homonymes, voir U4.
La ligne U4 fait partie du réseau du métro de Francfort. Elle  relie Bockenheim à Enkheim dans le centre-ville.
Elle fut inaugurée en 1980 et compte actuellement 15 stations pour une longueur de 11,2 km. 